# Carvajal (paroisse civile)
Pour les articles homonymes, voir Carvajal.
Carvajal est l'une des quatre paroisses civiles de la municipalité de San Rafael de Carvajal dans l'État de Trujillo au Venezuela. Sa capitale est Carvajal, chef-lieu de la municipalité.